# East Stroudsburg
East Stroudsburg is een plaats (borough) in de Amerikaanse staat Pennsylvania, en valt bestuurlijk gezien onder Monroe County.

## Demografie
Bij de volkstelling in 2000 werd het aantal inwoners vastgesteld op 9888. In 2006 is het aantal inwoners door het United States Census Bureau geschat op 10.476, een stijging van 588 (5,9%).

## Geografie
Volgens het United States Census Bureau beslaat de plaats een oppervlakte van 7,4 km², geheel bestaande uit land. East Stroudsburg ligt op ongeveer 140 m boven zeeniveau.

## Plaatsen in de nabije omgeving
De onderstaande figuur toont nabijgelegen plaatsen in een straal van 16 km rond East Stroudsburg.